# بلامکوندا سرینیواس
بلامکوندا سرینیواس (به انگلیسی: Bellamkonda Sreenivas) (زاده ۳ ژانویهٔ ۱۹۹۳) بازیگر هندی است.
از کارهای معروف او می‌توان به بازی در فیلم‌های داماد سینو اشاره کرد.

## فیلم‌شناسی
فهرست برخی از فیلم‌هایی که بلامکوندا سرینیواس در آن‌ها به ایفای نقش پرداخته‌است:
- داماد سینو-۲۰۱۴
- تند و تیز-۲۰۱۶
- عشق من جانکی-۲۰۱۷
- شاهد-۲۰۱۸
- زره-۲۰۱۸
- سیتا-۲۰۱۹
- شیطان-۲۰۱۹
- داماد فوق‌العاده-۲۰۲۱
- چاتراپاتی-۲۰۲۳